# Calendari litúrgic ortodox
El calendari litúrgic ortodox marca el ritme de la vida de l'Església Ortodoxa Oriental. Cada data està associada a passatges de la Bíblia, sants o esdeveniments memorables i segueix regles especials que regeixen els dies de dejuni o de convit segons el dia de la setmana o l'època de l'any en relació amb les festes principals.
El calendari ortodox abasta dos tipus de festes: les fixes, que sempre cauen en el mateix dia de l'any, i les mòbils, que cauen en un dia diferent cada any. Les festes mòbils solen dependre de Pasqua, per la qual cosa es coneixen com a cicle pasqual.

## Festes fixes

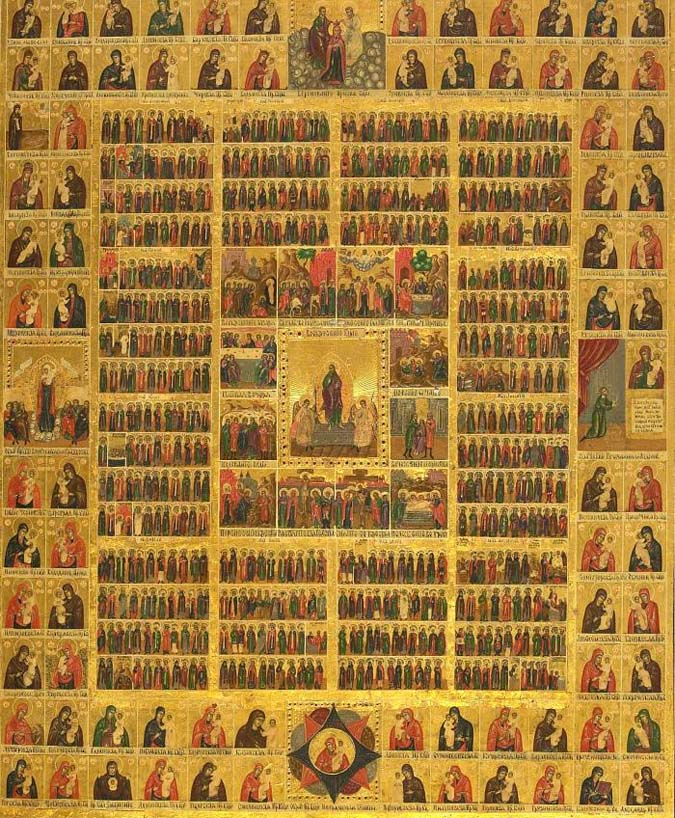
Icona russa amb el santoral (segles i)

La llista següent se circumscriu a les festes fixes de l'Església Ortodoxa. Dona les dates fixes; a la pràctica, el dia en el qual se celebren varia segons si el creient segueix el calendari julià (o «estil antic») o el calendari julià revisat (o «estil nou»). Les dates relacionades amb Pasqua (el principi de la gran quaresma, l'Ascensió, la Pentecosta, etc.) són festes mòbils, així que no apareixen en aquest calendari (vegeu Cicle pasqual).
Notes importants:
- Per obtenir el dia en el calendari gregorià modern en el qual les esglésies que segueixen el calendari julià celebren una data en qüestió, cal tornar-se a saltar els tretze dies de diferència entre els dos calendaris, és a dir, afegir tretze dies a les dates indicades més avall. Per exemple, el dia de Nadal (25 de desembre) del calendari julià cau en 7 de gener en el calendari gregorià modern.

El decalatge entre els dos calendaris passarà a catorze dies l'1 de març del 2100. En el futur continuarà creixent indefinidament.
- Pel que fa a les esglésies que segueixen el calendari julià revisat, les dates indicades més avall corresponen exactament a les dates del calendari gregorià.

L'any litúrgic ortodox comença l'1 de setembre.
| Setembre | 1 2 3 4 5 6 7 8 9 10 11 12 13 14 15 16 17 18 19 20 21 22 23 24 25 26 27 28 29 30    |
| Octubre  | 1 2 3 4 5 6 7 8 9 10 11 12 13 14 15 16 17 18 19 20 21 22 23 24 25 26 27 28 29 30 31 |
| Novembre | 1 2 3 4 5 6 7 8 9 10 11 12 13 14 15 16 17 18 19 20 21 22 23 24 25 26 27 28 29 30    |
| Desembre | 1 2 3 4 5 6 7 8 9 10 11 12 13 14 15 16 17 18 19 20 21 22 23 24 25 26 27 28 29 30 31 |
| Gener    | 1 2 3 4 5 6 7 8 9 10 11 12 13 14 15 16 17 18 19 20 21 22 23 24 25 26 27 28 29 30 31 |
| Febrer   | 1 2 3 4 5 6 7 8 9 10 11 12 13 14 15 16 17 18 19 20 21 22 23 24 25 26 27 28 (29)     |
| Març     | 1 2 3 4 5 6 7 8 9 10 11 12 13 14 15 16 17 18 19 20 21 22 23 24 25 26 27 28 29 30 31 |
| Abril    | 1 2 3 4 5 6 7 8 9 10 11 12 13 14 15 16 17 18 19 20 21 22 23 24 25 26 27 28 29 30    |
| Maig     | 1 2 3 4 5 6 7 8 9 10 11 12 13 14 15 16 17 18 19 20 21 22 23 24 25 26 27 28 29 30 31 |
| Juny     | 1 2 3 4 5 6 7 8 9 10 11 12 13 14 15 16 17 18 19 20 21 22 23 24 25 26 27 28 29 30    |
| Juliol   | 1 2 3 4 5 6 7 8 9 10 11 12 13 14 15 16 17 18 19 20 21 22 23 24 25 26 27 28 29 30 31 |
| Agost    | 1 2 3 4 5 6 7 8 9 10 11 12 13 14 15 16 17 18 19 20 21 22 23 24 25 26 27 28 29 30 31 |

## Festes mòbils
Pasqua és el dia més important de l'any eclesiàstic. Tots els altres dies en depenen d'una manera o altra. La Pasqua cau en un dia diferent cada any. El dia exacte es calcula seguint un conjunt de regles estricte. El cicle fix comença l'1 de setembre, el nou cicle pasqual comença el diumenge de Zaqueu en la tradició eslava o el diumenge de la dona cananea en la tradició grega (el començament de la temporada preparatòria abans de la gran quaresma), onze diumenges abans de Pasqua, i continua fins al diumenge de Zaqueu o el diumenge de la dona cananea de l'any següent. La lectura d'epístoles i de l'Evangeli en la Divina Litúrgia al llarg de l'any ve determinada per la data de Pasqua.

## Grans festes
Hi ha dotze grans festes en l'any eclesiàstic (a banda de la Pasqua Ortodoxa, que és d'una importància preeminent). Commemoren esdeveniments importants de la vida de Jesucrist o la Mare de Déu. Tres d'elles formen part del cicle pasqual:
- Diumenge de Rams (el diumenge abans de Pasqua)
- Ascensió (quaranta dies després de Pasqua)
- Pentecosta (cinquanta dies després de Pasqua)

Les altres grans festes formen part del cicle fix:
- Nativitat de la Mare de Déu — 8 de setembre (21 de setembre en estil antic)
- Exaltació de la Santa Creu — 14 de setembre (27 de setembre en estil antic)
- Presentació de la Mare de Déu — 21 de novembre (4 de desembre en estil antic)
- Nativitat del Senyor — 25 de desembre (7 de gener en estil antic)
- Teofania (Epifania) del Senyor — 6 de gener (19 de gener en estil antic)
- Presentació del Senyor — 2 de febrer (15 de febrer en estil antic)
- Anunciació — 25 de març (7 d'abril en estil antic)
- Transfiguració — 6 d'agost (19 d'agost en estil antic)
- Dormició de la Mare de Déu — 15 d'agost (28 d'agost en estil antic)

A més a més, el dia del sant patró d'una església parroquial o un monestir es compta com una gran festa i és celebrat amb gran solemnitat.

## Períodes litúrgics
A més de la gran quaresma, hi ha tres altres períodes de dejuni menor en l'any eclesiàstic:
- Dejuni de Nadal (40 dies en preparació per a la Nativitat del Senyor)
- Dejuni dels Apòstols (temps variable entre el segon dilluns després de Pentecosta i la Solemnitat de Sant Pere i Sant Pau)
- Dejuni de la Dormició (dues setmanes, entre l'1 i el 14 d'agost, en preparació per a la Dormició de la Mare de Déu)

El període que va des del diumenge del publicà i el fariseu (tres setmanes abans de la gran quaresma) fins Dissabte Sant és el triòdion, mentre que el període que va des de Pasqua fins a la Pentecosta és el pentecostàrion.

## Calendaris impresos
A causa de la complexitat que genera la intersecció de diversos cicles, hi ha institucions ortodoxes que imprimeixen un calendari anual (rus: список, spíssok) amb rúbriques per a les misses d'aquell any en concret. Així mateix, hi ha calendaris de paret més senzills que donen la principal commemoració del dia i els passatges de la Bíblia corresponents.